# 선박 (배우)
선박(Sun Park, 1981년 1월 3일 ~ )은 한국계 오스트레일리아인 가수, 배우, 엔터테이너, 엔터테인먼트 그룹 Hi-5의 전 멤버이다.

## 연극
- 애비뉴 Q - 크리스마스 이브 역
- 헤어 - 부족 역

## 텔레비전 시리즈
- 웬트워스 - 체리 리 역